# 帕列哈
帕列哈（西班牙語：Pallejá），是西班牙加泰罗尼亚巴塞罗那省的一个市镇。总面积8平方公里，总人口11208人（2013年），人口密度1362人/平方公里。